# Senran Kagura
Senran Kagura (japanisch 閃乱カグラ) ist ein Spielefranchise des Entwicklers Tamsoft, zu dem seit 2011 in Japan bisher acht Spiele erschienen. Zum Franchise erschienen auch mehrere Manga und eine Animeserie. Die Action- und Kampfspiele mit Etchi-Elementen handeln von den Kämpfen der Schülerinnen einer modernen Ninja-Akademie.

## Inhalt
Die Spiele handeln stets von den Schülerinnen der Hanzō Academy (国立半蔵学院). Diese Ninja-Schule wurde von der japanischen Regierung eingerichtet, um Kämpfer auszubilden, die gegen die Ninjas von Organisationen oder einzelner Politiker eingesetzt werden können. An der Akademie werden nur Anwärter mit tadellosem Betragen angenommen.
Dieser Gruppe gegenüber stehen die Schülerinnen der Hiritsu Hebi Joshi Gakuen (秘立蛇女子学園), einer Schule die alle aufnimmt, egal wie ihr Verhalten ist. Entsprechend hat die Schule einen schlechten Ruf. Ein weiterer Gegenspieler ist das Crimson Squad (焔紅蓮隊, Homura Guren-tai), eine Ninjagruppe, die sich von der Hebi Joshi Gakuen abgespalten hat.

## Spielmechanik
Die Spiele der Hauptserie sind Beat ’em up, in dem der Spieler mit den jungen Ninja-Mädchen der Hanzō Academy gegen die jeweiligen Gegner des Spiels kämpft. Bei den ersten Spielen handelt es sich um Side-Scroller, später 3D-Side-Scroller. Dazwischen eingestreut sind erzählende Elemente ähnlich einer Visual Novel. Im Laufe des Spiels erwirbt der Charakter des Spielers neue Fähigkeiten und steigt im Level auf. Außerdem wurde es in den jüngeren Titeln möglich, dass der Spieler die Kleidung und das Aussehen der Mädchen nach eigenen Wünschen anpassen kann.
Aus der Mechanik der Serie fällt Senran Kagura: Bon Appétit! heraus. In dem Rhythmusspiel soll der Spieler die Charaktere der Serie erfolgreich durch einen Koch-Wettkampf führen. Bei Senran Kagura: Peach Beach Splash handelt es sich um Third-Person-Shooter, in dem eine der Charaktere durch eine Wasserpistolenschlacht am Strand geführt wird.

## Spieleveröffentlichungen
Seit 2011 schuf der Entwickler Tamsoft acht Spiele des Franchises, dessen Konzept von Kenichirō Takaki stammt. Publisher war in Japan stets Marvelous. Der Kern des Franchises sind die für Nintendo 3DS erschienenen Beat-’em-up-Spiele. Im April 2017 wurde von Marvelous das Tochterunternehmen Honey⚭Parade Games gegründet, dessen Aufgabe vor allem der weitere Vermarktung der Senran-Kagur-Reihe ist.
- 2011: Senran Kagura: Shōjo-tachi no Shin'ei (閃乱カグラ -少女達の真影-, international auch Senran Kagura: Skirting Shadows), Beat-’em-up-Side-Scroller für Nintendo 3DS
- 2012: Senran Kagura Burst: Guren no Shōjo-tachi (閃乱カグラ Burst -紅蓮の少女達-, international auch Senran Kagura Burst), Beat-’em-up-Side-Scroller für Nintendo 3DS
- 2013: Senran Kagura Shinovi Versus: Shōjo-tachi no Shōmei (閃乱カグラ SHINOVI VERSUS -少女達の証明-), Beat ’em up für PlayStation Vita
- 2013: Senran Kagura: New Wave, Karten-Kampfspiel für Android und iOS
- 2014: Senran Kagura 2: Deep Crimson, Beat-’em-up-Side-Scroller für Nintendo 3DS
- 2014: Senran Kagura: Bon Appétit!, Rhythmusspiel für PlayStation Vita und Windows
- 2015: Senran Kagura: Estival Versus, für PlayStation 4 und PlayStation Vita
- 2017: Senran Kagura: Peach Beach Splash, Third-Person-Shooter für PlayStation 4
- 2018: Senran Kagura: Peach Beach Splash, Third-Person-Shooter für PC auf Steam

## Manga
Zum Spielefranchise erschienen in Japan fünf Mangaserien:
- Senran Kagura Spark!, 2011–2012 im Magazin Famitsu Comic Clear bei Enterbrain
- Senran Kagura: Shōjo-tachi no Shinei, seit 2011 im Magazin Gekkan Comic Alive bei Media Factory
- Senran Kagura: Guren no Uroboros, 2011–2013 im Magazin Comic Rex bei Ichijinsha
- Senran Kagura: Senshi Bankō no Haruka, 2012–2013 im Magazin Famitsu Comic Clear bei Enterbrain
- Senran Enji Kyonyū-gumi, 2012–2013 im Magazin Famitsu Comic Clear bei Enterbrain

Die zweite, noch immer laufende Serie Senran Kagura: Shōjo-tachi no Shinei erschien auch auf Englisch bei Seven Seas Entertainment und auf Chinesisch bei Sharp Point Press.

## Anime
Im Jahr 2013 entstand beim Studio Artland eine 12-teilige Anime-Adaption der Spielereihe. Hauptautor war Takao Yoshioka und Regie führte Takashi Watanabe. Die künstlerische Leitung lag bei Shinji Kawaai und das Charakterdesign entwarf Takafumi Torii. Die Serie wurde vom 6. Januar bis 24. März 2013 von den Sendern AT-X, Nippon BS, Chiba TV, Sun Television, Tokyo MX und Aichi Television Broadcasting in Japan gezeigt. Es erschienen Synchronfassungen unter anderem auf Englisch, Spanisch und Chinesisch. Eine deutsche Fassung wurde 2015 von Kazé Deutschland auf DVD und Blu-ray veröffentlicht.
2015 folgte eine auf dem Spiel Senran Kagura: Estival Versus basierende Anime-Adaption in Form der Original Video Animation Senran Kagura: Estival Versus – Mizugidarake no Zen'yasai – (閃乱カグラ ESTIVAL VERSUS -水着だらけの前夜祭-). Der 30 Minuten lange Film entstand unter der Regie von Shigeru Ueda bei Hoods Entertainment. Das Drehbuch schrieb Yukinori Kitajima, das Charakterdesign entwarfen Shoko Takimoto und Takafumi Torii und die künstlerische Leitung lag bei Tsuyoshi Fukumoto und Yuka Kawamoto. Am 24. März 2015 erschien der Anime auf DVD, am 29. März wurde er im japanischen Fernsehen gezeigt.

### Synchronisation
Die deutsche Synchronfassung entstand bei TV+Synchron.
| Rolle     | Seiyū (Synchronsprecher) | deutscher Sprecher   |
| --------- | ------------------------ | -------------------- |
| Ikaruga   | Asami Imai               | Ute Noack            |
| Asuka     | Hitomi Harada            | Katie Pfleghar       |
| Yagyuu    | Kaori Mizuhashi          | Annina Braunmiller   |
| Katsuragi | Yū Kobayashi             | Maria Hönig          |
| Hibari    | Yuka Iguchi              | Jodie Blank          |
| Kiriya    | Keiji Fujiwara           | Thomas Schmuckert    |
| Hanzou    | Kanehira Yamamoto        | Reinhard Scheunemann |
| Erzähler  | Koutarou Fujimoto        | Thomas Müller        |

### Musik
Der Soundtrack der Serie als auch der OVA wurden komponiert von Ruka Kawada. Der Vorspann ist unterlegt mit Break your world von Sayaka Sasaki. Für die Abspanne wurde folgende Lieder verwendet:
- Fighting Dreamer von Hitomi Harada, Asami Imai, Yuu Kobayashi, Kaori Mizuhashi, and Yuka Iguchi
- Yamiyo wa Otome wo Hana ni Suru von Eri Kitamura, Ai Kayano, Ryoko Shiraishi, Saori Goto, and Megumi Toyoguchi
- Shissouron von Hitomi Harada

## Rezeption
Alle Spiele der Serie zusammen verkauften sich bis 2017 etwa 1,65 Millionen Mal weltweit. Bereits der zweite Teil der Reihe, Senran Kagura Burst, verkaufte sich über 100.000 mal in 37 Wochen nach Erstveröffentlichung in Japan.
Anlässlich der deutschen Veröffentlichung des Animes schrieb die Animania, die Serie sei nur etwas für Freunde von weiblichen Fanservice und sollte von denen gemieden werden, die „quietschenden Ballonbrüsten, penetrant zur Schau gestellter Unterbekleidung und doppeldeutigen Kalauern gar nichts anfangen können.“ Gelobt wird die gute technische Umsetzung und die gelungene deutsche Synchron- und Untertitelfassung.